# Matthias Joseph Scheeben

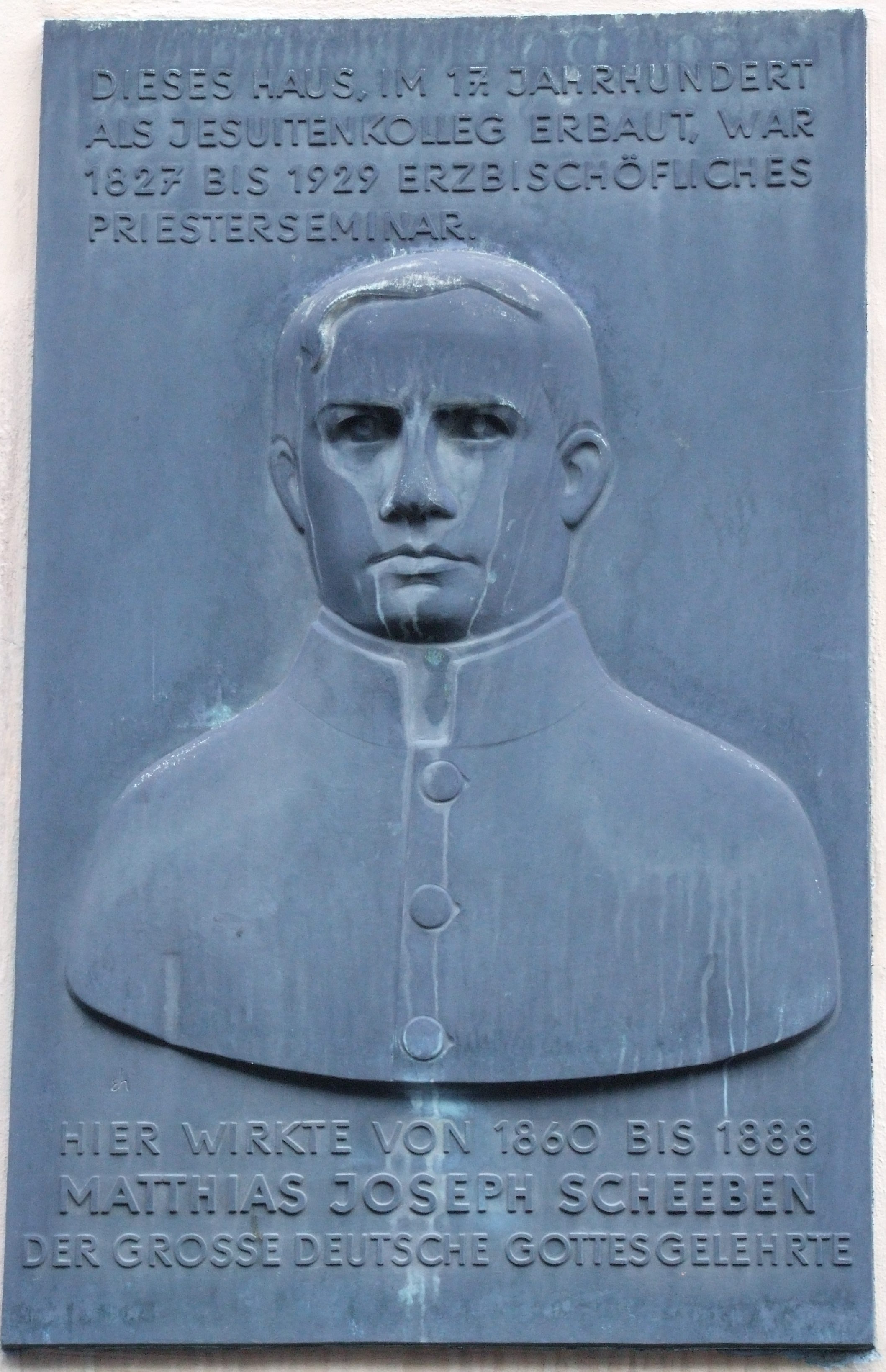
Matthias Joseph Scheeben.

Matthias Joseph Scheeben, född 1 mars 1835, död 2 juli 1888 i Köln, var en tysk romersk-katolsk teolog.
Scheeben studerade vid Collegium Germanicum i Rom. År 1860 utnämndes han till professor i dogmatik vid prästseminariet i Köln. Scheeben, som var en betydande nyskolastisk dogmatiker, hävdade att teologins huvudsakliga uppgift var att bekämpa rationalism, naturalism och liberalism. Han anslöt sig i allt väsentligt till den, främst av jesuitorden representerade, ultramontana ståndpunkten och framträdde bland annat som en av de ivrigaste förespråkarna för den på Första Vatikankonsiliet (1869-70) genomdrivna dogmen om påvens ofelbarhet. Hans huvudarbete är Handbuch der katholischen Dogmatik (3 band, 1873-87; band 4 av Leonhard Atzberger (1898-1903).